# Россес-Пойнт

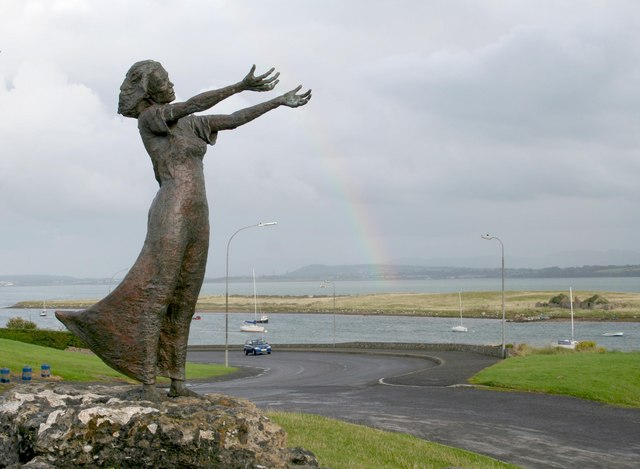
«Ожидая на берегу»

Россес-Пойнт (англ. Rosses Point; ирл. An Ros) — деревня в Ирландии, находится в графстве Слайго (провинция Коннахт).
Среди уроженцев — политолог и учёный Питер Мэйр.

## Демография
Население — 872 человека (по переписи 2006 года). В 2002 году население составляло 774 человек.
Данные переписи 2006 года:
| Общие демографические показатели |               |                               |                               |      |      |
| Всё население                    | Всё население | Изменения населения 2002—2006 | Изменения населения 2002—2006 | 2006 | 2006 |
| 2002                             | 2006          | чел.                          | %                             | муж. | жен. |
| 774                              | 872           | 98                            | 12,7                          | 426  | 446  |